# Gabriela Trușcă
Gabriela Trușcă (née le 15 août 1957 à Bacău) est une gymnaste artistique roumaine.

## Biographie
Gabriela Trușcă remporte aux Jeux olympiques d'été de 1976 à Montréal la médaille d'argent du concours général par équipe. Elle participe aussi aux concours du sol, du saut de cheval, des barres asymétriques, de la poutre, et du concours général individuel sans réussir à dépasser le stade des qualifications.

## Palmarès

### Jeux olympiques
- Montréal 1976
  -  médaille d'argent au concours général par équipes.